# Pogonatum neocaledonicum
Pogonatum neocaledonicum là một loài rêu trong họ Polytrichaceae. Loài này được Besch. mô tả khoa học đầu tiên năm 1873.